# Дечија игра 2
Дечије игре 2 (енгл. Child's Play 2) амерички је хорор филм из 1990. године, режисера Џона Лафије, са Алексом Винсентом, Бредом Дурифом и Кристином Елиз Макарти у главним улогама. Директан је наставак филма Дечије игре из 1988. Наставља причу о Ендију Барклију, главном протагонисти из претходног дела, и убици у телу лутке, Чарлсу Лију Реју, познатом под надимком „Чаки”.
Филм представља успешан наставак и по реакцијама критичара и по заради од готово 36 милиона долара. Због комерцијалног успеха, већ наредне године је добио наставак под насловом Дечије игре 3.

## Радња
Две године након догађаја из претходног дела, Ендија усваја породица Симпсон, пошто му је мајка смештена у психијатријску болницу. Чаки је одлучан да жртвује Ендијеву душу како би повратио свој људски облик...

## Улоге
| Глумац                | Улога               |
| --------------------- | ------------------- |
| Алекс Винсент         | Енди Баркли         |
| Бред Дуриф            | Чарлс Ли Реј „Чаки” |
| Кристина Елиз Макарти | Кајл                |
| Џени Агутер           | Џоана Симпсон       |
| Герит Грејам          | Фил Симпсон         |
| Грејс Забриски        | Грејс Пул           |
| Питер Хаскел          | господин Саливан    |
| Бет Грант             | госпођа Кетлвел     |
| Грег Герман           | Матсон              |
| Адам Вајли            | Сами                |